# 由夏
由夏（ゆか、1971年8月14日 - ）は、日本の女優。旧芸名は芦田 由夏（あしだ ゆか）。本名同じ（旧姓・松山）。東京都出身。身長・160cm。特技は英語、スキー。

## 来歴・人物
俳優・文化人一家の家系に生まれた。曾祖父で洋画家の松山省三はカフェー・プランタンの経営者としても知られる。省三は由夏が生まれる1年前にこの世を去った。
父は俳優の松山英太郎。弟は俳優の芦田昌太郎。母方の祖父は俳優の芦田伸介、父方の祖父は歌舞伎俳優の河原崎國太郎（5代目）。叔父は俳優の松山政路、伯母は女優の松山梨絵、従兄は歌舞伎俳優の河原崎國太郎（6代目）、嵐芳三郎（7代目）（伯母・梨絵の子）、従妹は女優の松山愛佳（叔父・政路の子）。東洋英和女学院卒業。

## 出演

### テレビドラマ
- 月曜ドラマスペシャル（TBS）
  - 「かあさんはドン?」（1992年）
  - 「火の玉婦長さん物語（2）」（1992年）
  - 「弁護士芸者のお座敷事件簿」（1997年、1998年、1999年）
- 東芝日曜劇場 / 女神がボクに微笑んで（1993年、CBC）
- 土曜ワイド劇場（ABC制作、テレビ朝日系）
  - 「混浴露天風呂連続殺人(15)」（1995年）
  - 「天才刑事・野呂盆六・スワンの涙」（2007年）
- 金曜時代劇 / とおりゃんせ（1995年、NHK）
- 水戸黄門 第24部 第24話「慕う坊やに娘の真心 -高岡-」（1996年3月4日、TBS / C.A.L） - おしの
- 大岡越前 第14部 第1話（1996年6月17日、TBS / C.A.L） - 沙織
- 院内感染（1997年、YTV）
- 火曜サスペンス劇場（NTV）
  - 警部補 佃次郎（1996年-2005年）
  - 事件記者・三上雄太(3)－逃走援助－（2005年）
- 刑事★イチロー（2003年、TBS）
- サラリーマン金太郎（2004年、TBS）
- 月曜ミステリー劇場（TBS）
  - 「ホステス探偵危機一髪（6）」（2004年）
  - 十津川警部シリーズ(35)金沢加賀殺意の旅（2005年）
  - 「夜盗」（2005年）
- 水曜プレミア / 獄窓記（2005年、TBS）
- 月曜ゴールデン・名探偵キャサリンVS十津川警部（2006年、TBS）
- 水曜ミステリー9（TX）
  - さすらい署長風間昭平(8)あずさ・松本城殺人事件（2008年）
  - 松本清張特別企画・張込み（2011年）
  - 小杉健治サスペンス 決断（2015年） - 江木純子
- ドラマスペシャル・外科医 須磨久善（2010年、EX）
- 戦力外捜査官 第2話（2014年、NTV） - 牧浦美奈子
- 大岡越前スペシャル〜大波乱!宿命の白洲〜（2023年、NHK BS・NHK BSプレミアム4K） - おいね[2]
  - 大岡越前7（2024年、NHK BS・NHK BSプレミアム4K）[3]
  - 大岡越前8（2025年、NHK BS・NHK BSプレミアム4K）[4]

### バラエティー
- ムーブ・関口宏の東京フレンドパーク（初代女性従業員、1992年10月-1993年9月）

### 舞台
- 旗本退屈男
- 沢田・志村のさあ殺せ
- 月形半平太
- わたしの宝島〜温泉芸者奮闘記〜
- 恋風の街
- 夢の芝浜繁盛記
- 不死鳥伝説
- 志村魂
- 悪の華
- 七夜姫
- 蛇蝎のごとく（2004年） - 宮本睦子
- 株式会社893（2011年9月7日-11日、赤坂レッドシアター）